# Soyuz spaseniya
Soyuz spaseniya (en ruso: Союз спасения), también conocida como Union of Salvation, es una película rusa de aventuras, histórica y épica de guerra de 2019 dirigida por Andrei Kravchuk, escrita por Nikita Vysotskiy y Oleg Malovichko, y producida por Konstantin Ernst. La película fue creada en colaboración con Cinema Direction Studios con Mosfilm Studios y Lenfilm con el apoyo de la Fundación de Cine estatal Rusa.
La historia sigue a los veteranos de la invasión francesa en Rusia de 1812, que conspiraron para instalar a Constantino Pávlovich como el nuevo zar del Imperio ruso, transformar Rusia en una monarquía constitucional y abolir la servidumbre. En la Rusia Imperial en 1816, varios oficiales de la Guardia Imperial Rusa fundaron una sociedad conocida como la Unión de Salvación. Dirigieron una revuelta en San Petersburgo en diciembre de 1825, cuando unos 3.000 oficiales y soldados se negaron a jurar lealtad al nuevo zar Nicolás I. Este grupo de conspiradores se ha dado a conocer como la revuelta decembrista. La revuelta incorporó elementos del Regimiento de Salvavidas de Moscú, el Regimiento de Salvavidas de Granaderos y el Equipo Naval de la Guardia.
La película muestra en detalle tanto el levantamiento decembrista en la Plaza del Senado en San Petersburgo como el levantamiento del 29.º Regimiento de Infantería de Chernigov del Ejército Imperial Ruso, estacionado en la Gobernación de Kiev del Imperio Ruso (Chernígov es ahora parte de Ucrania).
La película es protagonizada por Leonid Bichevin, Maksim Matveyev, Pavel Priluchny, Ivan Yankovsky, Anton Shagin, Ivan Kolesnikov, Aleksandr Domogarov, Igor Petrenko, Sergey Peregudov, Vitali Kishchenko, Aleksei Guskov, Aleksandr Ustyugov, Sergey Koltakov, Vladislav Vetrov y Artyom Tkachenko.
Según el sitio web de la Unión de Directores de Fotografía de la Federación Rusa, el presupuesto de la película en 2016 se estimó en 700 millones de rublos. La producción de la película comenzó en 2017 cuando Cinema Direction Studios comenzó a reunir personal para producir la película. La fotografía principal comenzó en enero de 2018, en las ciudades de San Petersburgo y el Óblast de Bélgorod.
Soyuz spaseniya fue estrenada en la Federación Rusa por 20th Century Fox CIS (a través de Buena Vista International) el 26 de diciembre de 2019.

## Reparto
| Actor                 | Papel                                     |
| --------------------- | ----------------------------------------- |
| Leonid Bichevin       | Sergey Muravyov-Apostol                   |
| Maksim Matveyev       | Principe Sergei Trubetskoy                |
| Pavel Priluchny       | Pavel Pestel                              |
| Ivan Yankovsky        | Mijaíl Bestúzhev-Riumin                   |
| Anton Shagin          | Kondrati Ryléyev                          |
| Ivan Kolesnikov       | Emperador de todas las Rusias Nicolás I   |
| Aleksandr Domogarov   | Conde Milorádovich                        |
| Igor Petrenko         | Baranov                                   |
| Sergey Peregudov      | Artarmon Muravyov                         |
| Vitali Kishchenko     | Emperador de todas las Rusias Alejandro I |
| Aleksei Guskov        | Principe Aleksei Scherbatov               |
| Sergey Koltakov       | Conde Nikolay Mordvinov                   |
| Aleksandr Ustyugov    | Principe Alexey Orlov                     |
| Vladislav Vetrov      | Gustav Gebel                              |
| Aleksandr Lazarev Jr. | Alexander von Benckendorff                |
| Artyom Tkachenko      | Amphelt                                   |
| Efim Petrunin         | Ivan Sukhinov                             |
| Pavel Barshak         | Barón Veniamin Solovyev                   |
| Kirill Kuznetsov      | Mikhail Dipillo                           |
| Anton Feoktistov      | Anastasi Kuzmin                           |
| Andrey Martynov       | Hippolyte Muravyov-Apostol                |
| Sergey Agafonov       | Pyotr Kakhovsky                           |
| Dmitriy Lysenkov      | Principe Yevgeny Obolensky                |
| Aleksandr Stroev      | Barón Peter Frederiks                     |
| Mikhail Eliseev       | Aleksei Yushnevsky                        |
| Aleksandr Ratnikov    | Chistov                                   |
| Pavel Vorozhtsov      | Arkady Mayboroda                          |
| Sergey Vlasov         | Ivan Dibich                               |
| Yury Baturin          | Alexander Chernyshev                      |
| Dmitry Palamarchuk    | Vasily Mikulin                            |
| Kirill Zaytsev        | Mikhail Bestuzhev                         |
| Yuri Borisov          | Anton Arbuzov                             |
| Aleksandr Metyolkin   | Nikolai Panov                             |
| Anton Momot           | Principe Dmitry Schepin-Rostovsky         |
| Maksim Blinov         | Ilya Bakunin                              |
| Aleksey Oding         | Barón Fedor Geismaer                      |
| Petar Zekavica        | Fedor Schwartz                            |
| Sergey Umanov         | Yevsei                                    |
| Vladislav Reznik      | Pavel Golenichtchev-Koutouzov             |
| Sofya Zaika           | Anna Belskaya                             |
| Ingeborga Dapkūnaitė  | Princesa Belskaya                         |
| Elena Lotova          | Alejandra Fiódorovna                      |
| Marina Konyashkina    | Princesa Ekaterina Trubetskaya            |
| Larisa Malevannaya    | Ekaterina Nelidova                        |

## Producción

### Desarrollo
La consultora histórica de la película fue Oksana Ivanovna Kiyanskaya. La película es un proyecto de Direktsiya Kino (cuyo socio principal es Channel One de la televisión rusa, financiado por el estado) y la compañía 20th Century Fox CIS. El proyecto se anunció inicialmente en 2013. El guion fue escrito por Nikita Vysotskiy, quien originalmente apareció como director. Finalmente tomó su puesto Andrei Kravchuk, quien trabajó con Direktsiya Kino en las películas Almirante, de 2008 y Viking, una película histórica de 2016.
El camarógrafo de la película, Igor Grinyakin, también trabajó anteriormente en proyectos de Cinema Directorate Studio. Los productores de la película fueron Konstantin Ernst y Anatoly Maksimov.

### Rodaje

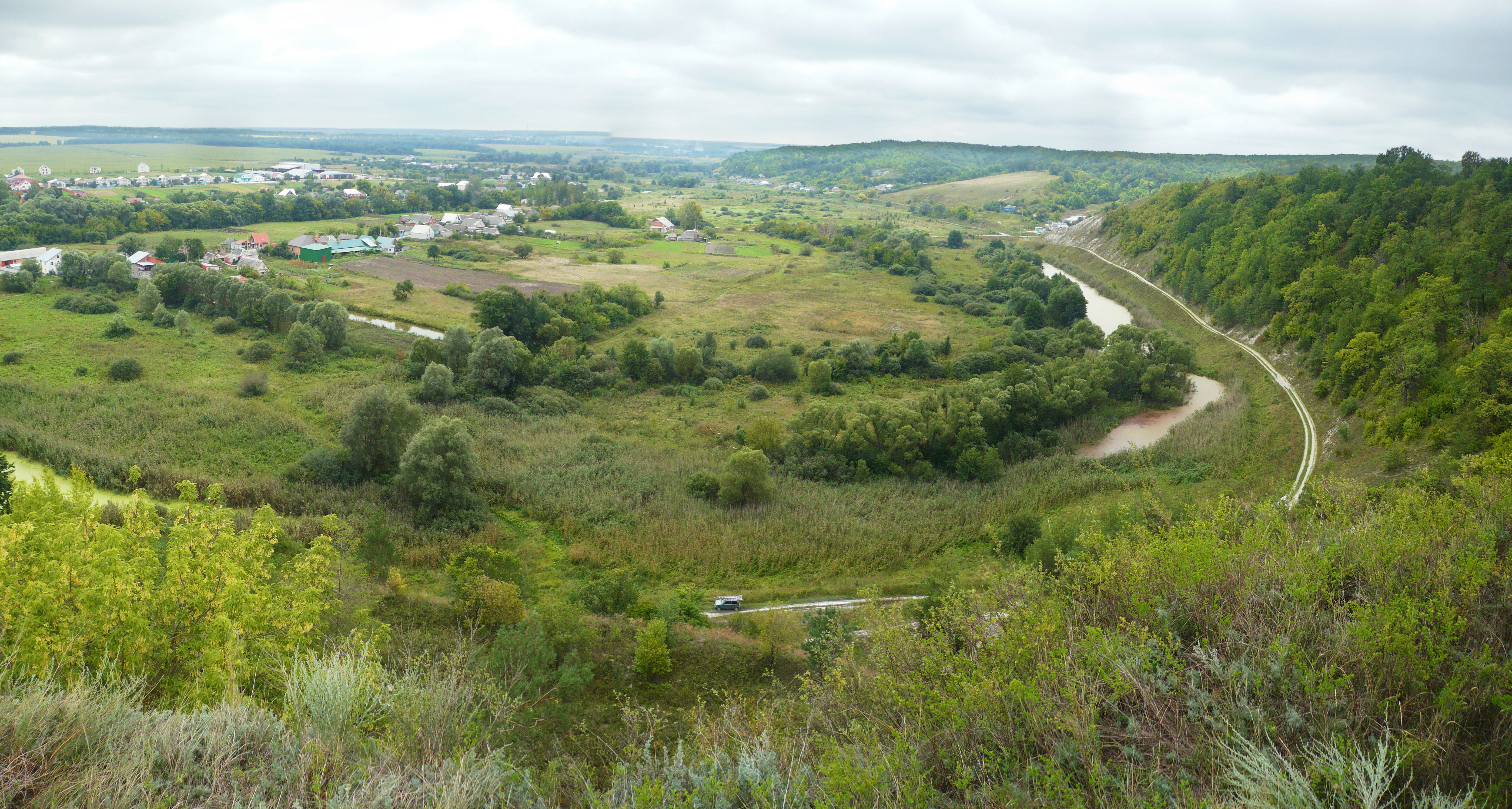
Las escenas se rodaron en el selo de Dmitriyevka.

La fotografía principal comenzó en el verano de 2018 y tuvo lugar en el selo de Dmitriyevka, distrito de Shebekinsky, Óblast de Belgorod, tomando el papel de la aldea de Vasilkova, donde fue capturado el regimiento rebelde. El lugar fue elegido por la similitud de los paisajes naturales. Los objetos en el hueco durante la filmación se agruparon para que uno fuera el fondo de los demás. El pueblo de la película fue creado específicamente para filmar. Consta de 22 casas, un templo, un pozo ruso, colmenas, toldos y puentes. El museo - compañía cinematográfica "Cinema Directorate Studio" donó los edificios de la administración local.
Las cuatro casas del cine son "casas de juego", se alquilan no solo por fuera sino también por dentro. Tienen casi todo lo necesario para la vida, incluyendo una estufa rusa auténtica. El establecimiento de bebidas (shinok), se quemó en el Óblast de Belgorod, por necesidades de la filmación.

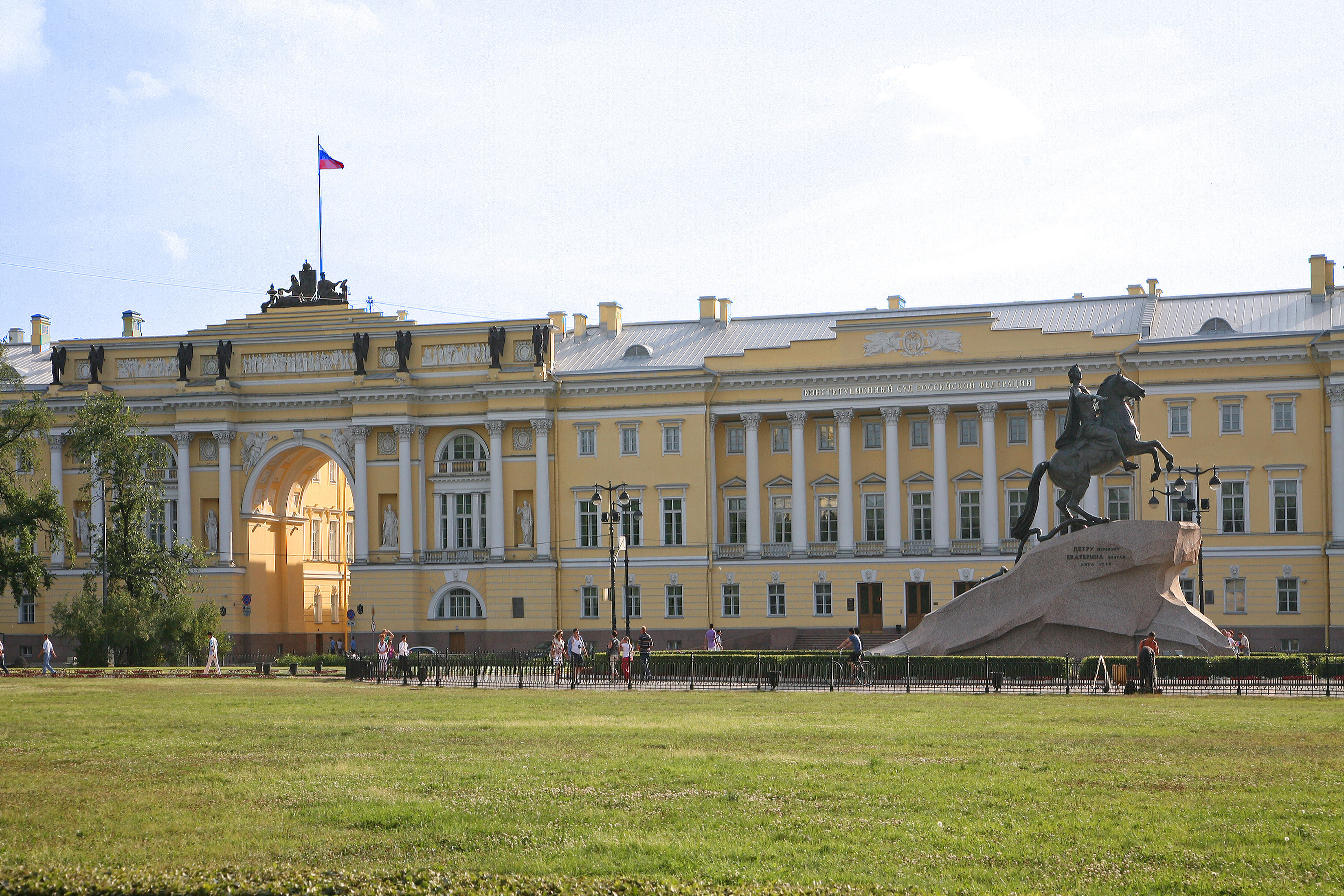
Plaza del Senado (San Petersburgo)

Los hechos ocurridos en la ciudad de San Petersburgo tuvieron que ser filmados parcialmente en los pabellones. Para la multitudinaria escena del levantamiento del 14 de diciembre de 1825 se equipó el pabellón más grande del país con una superficie de más de 40 000 metros cuadrados. Específicamente para este propósito, se hizo un cromakey, que cubrió todo el edificio desde el interior. El tiroteo a gran escala tuvo lugar en la Plaza del Palacio, en la Fortaleza de San Pedro y San Pablo, Tsárskoye Seló, el Palacio Moika y el Castillo Mijáilovski, el Palacio de Gátchina y la ciudad de Gátchina, Óblast de Leningrado.
Se hicieron copias exactas de los cañones de 12 libras de 1806 que se usaron en la guerra con Napoleón, y luego en la plaza del Senado durante el levantamiento.
Los estandartes de los regimientos rebeldes en la película repiten exactamente los estandartes de los rebeldes en la realidad. Tomó al menos un mes crear un lienzo manualmente.
Durante la filmación del clímax, la plaza del Senado en San Petersburgo estaba helada: la temperatura del aire bajó a -24 °C, por lo que las mejillas sonrosadas y las narices enrojecidas de los actores no son maquillaje. Los actores y extras utilizaron ropa interior térmica y se calentaron en vehículos entre toma y toma.

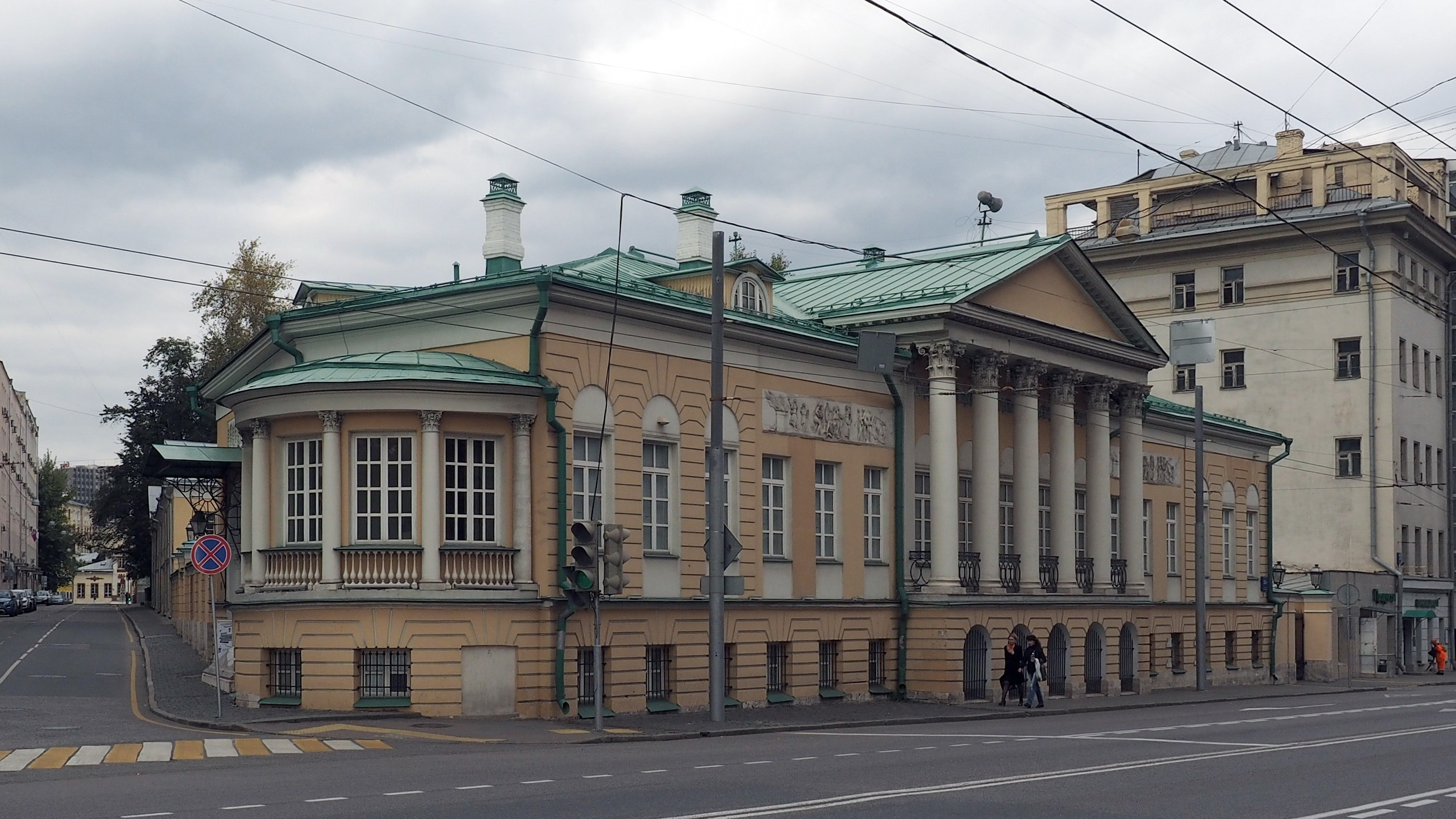
La casa de Muravyov-Apostol en Moscú

Parte del tiroteo tuvo lugar en un lugar histórico: una casa perteneciente a la familia Muravyev-Apostol en Moscú.
Los militares y los recreadores asesoraron a la tripulación para que el vestuario, los movimientos y el elenco de actores fueran apropiados para la época. Además de los personajes principales, trabajaron con actores de escenas masivas. Durante el rodaje, alrededor de 1800 personas actuaron en el papel de soldados, y cada uno de ellos recibió un entrenamiento especial.
La mayoría del vestuario creado para la película es militar. Se tejió velarte para ellos en una fábrica cerca de Moscú, que conservó las tradiciones de producción en ese momento.
Dado que la película se desarrolla a principios del siglo XIX, cuando las patillas y los bigotes estaban de moda, los maquilladores tuvieron que realizar cientos de diseños diferentes para que cada actor obtuviera un par del color adecuado.
Las charreteras de oro para los uniformes se fabricaron a mano.
Los artesanos hicieron 500 abrigos de soldados de infantería ordinarios. Con la ayuda de piezas y accesorios, se modificaron los trajes para la filmación de diferentes regimientos.
Para los personajes principales de la película, se cosieron de 5 a 6 conjuntos, ya que en diferentes años sirvieron en diferentes rangos.
Para los personajes femeninos se confeccionaron sombreros. También se compraron e hicieron bolsos, sombrillas, guantes y zapatos, utilizándose como referencia literatura y pintura de la época.

### Posproducción
La película fue creada utilizando la última tecnología. Según sus creadores, es "casi una fantasía" en cuanto a la cantidad de infografías. 
La escala de los eventos se transmite mediante iluminación, CGI y fotogrametría. Por ejemplo, un soldado fue fotografiado con un dispositivo que consta de muchas cámaras. Por lo tanto, fue posible crear modelos 3D de actores reales, que luego llenaron el escenario.
Durante año y medio, todo el proceso de producción fue grabado en una cámara de 360 grados Samsung 360 Round. Esta es la primera experiencia de este tipo en el cine ruso. Con la ayuda de infografías, se recreó San Petersburgo en el primer tercio del siglo XIX: la Catedral de San Isaac se encuentra en el bosque, debido a que entonces estaba en construcción, y el Palacio de Invierno era de color terracota pálido.

## Estreno
La película se estrenó el 18 de diciembre de 2019 en el cine de Moscú "October". La película fue estrenada en la Federación Rusa por 20th Century Fox CIS (a través de Walt Disney Studios Motion Pictures) el 26 de diciembre de 2019.